# Kate Greenaway
Catherine «Kate» Greenaway (Londres, 17 de marzo de 1846-6 de noviembre de 1901) fue una escritora e ilustradora de libros infantiles inglesa.
La medalla Kate Greenaway, establecida en su honor en el año 1955, se concede anualmente por el Chartered Institute of Library and Information Professionals, el colegio profesional que representa a los bibliotecarios y otros profesionales de la documentación en Reino Unido, a un ilustrador de libros infantiles.

## Biografía y obra
Su padre, John Greenaway, era dibujante y grabador y su madre, Catherine Elizabeth Jones, era costurera. Debido a los problemas financieros, la familia se mudó a Islington y Elizabeth abrió una tienda de ropa para niños que tuvo bastante éxito.
Desde los doce años, Kate se formó en la Finsbury School of Art, donde permaneció allí durante seis años. Entonces acudió a la Central School en Kensington (Gran Londres), pero por aquella época a las mujeres no se les permitía realizar dibujos de desnudos, por lo que acabó yendo a la Slade School of Art, donde sí ofrecían una misma educación a ambos sexos. Además, por las tardes acudió a la Heatherley’s School of Art.

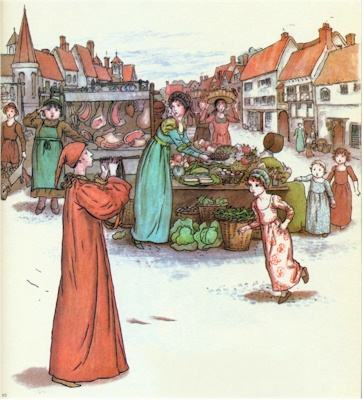
El flautista de Hamelín, ilustrado por Kate Greenaway

Su primer libro, Bajo la ventana (1879), una colección de sencillos e idílicos versos sobre niños editado por Edmund Evans utilizando un proceso ideado por él mismo para realizar xilografías en color, se convirtió en un éxito de ventas en su época, vendiendo rápidamente las 20 000 copias iniciales y obligando a la editorial Routledge a realizar una nueva reimpresión.
Otras de sus obras principales son El jardín de las caléndulas, El flautista de Hamelín, El libro de los juegos y El libro de los cumpleaños. Además, sus dibujos se usaron para decorar otros objetos como azulejos y porcelana.